# State College (Pennsylvania)
State College ist ein Borough im Centre County im US-Bundesstaat Pennsylvania mit 40.501 Einwohnern (Stand: Volkszählung 2020).
Der Ort ist wesentlich geprägt durch die Pennsylvania State University im University Park.
Sportlich sind das viertgrößte Stadion der Welt Beaver Stadium der Nittany Lions und die State College Spikes, ein Minor-League-Team der St. Louis Cardinals, erwähnenswert.
In der Nähe befindet sich ein Woodhouseit-Vorkommen.
Etwas nördlich der Stadt befindet sich der Regionalflughafen University Park Airport.

## Persönlichkeiten
- George Andrews (* 1938), Mathematiker
- Zhang Chengji (1920–1988), Philosoph
- Haskell Brooks Curry (1900–1982), Logiker
- George E. Forsythe (1917–1972), Numeriker
- Joseph P. LaSalle (1916–1983), Mathematiker
- Dave McKenna (1930–2008), Jazz-Pianist
- John L. McLucas (1920–2002), Politiker
- Chad A. Mirkin (* 1963), Chemiker
- Tomasz Mrowka (* 1961), Mathematiker
- Joe Paterno (1926–2012), American-Football-Trainer
- Thomas Rogers (1927–2007), Literaturkritiker
- Tom Shear (* 1971), Musiker
- Corin Tucker (* 1972), Musikerin
- Fred Waring (1900–1984), Musiker
- Mary Louisa Willard (1898–1993), Chemikerin und Forensikerin